# Gordie Howe
Gordon «Gordie» Howe (Floral, Canadá, 31 de marzo de 1928 - Toledo, Estados Unidos, 10 de junio de 2016) fue un jugador profesional canadiense de hockey sobre hielo. Desde 1946 hasta 1980 ha disputado 26 ediciones de la National Hockey League (NHL) y seis más de la World Hockey Association (WHA), siendo especialmente recordadas sus 25 temporadas consecutivas con los Detroit Red Wings. Está considerado uno de los mejores jugadores de hockey de todos los tiempos, razón por la que ha sido apodado «Mr. Hockey».
Howe debutó con Detroit en 1946 y destacó en la posición de extremo derecho. A nivel profesional ha ganado cuatro Stanley Cups (1950, 1952, 1954 y 1955), seis Trofeos Hart al mejor jugador y otros seis Trofeos Art Ross a la máxima puntuación (goles y asistencias). Además ha sido máximo goleador de la NHL durante 5 temporadas.
En 1971, a los 43 años, dejó el deporte para ocupar un cargo directivo en los Red Wings. Sin embargo, al año siguiente volvió al hockey profesional vistiendo la camiseta de los Houston Aeros, en una liga de reciente creación (WHA), donde compartiría vestuario con sus hijos Mark y Marty. Su avanzada edad y una lesión de muñeca no le impidieron superar los 100 puntos en 1974 y 1976. Un año después fichó por New England Whalers, equipo en el que se retiraría definitivamente al final de la temporada 1979-80, con 52 años.
Howe es recordado por su estilo de juego, su fortaleza física, su efectividad goleadora y la longevidad de su carrera. A día de hoy, mantiene el récord de partidos disputados en la NHL (1.767). También fue durante décadas el jugador con mayor puntuación (1850), aunque esta marca fue superada por Wayne Gretzky en 1992.
En 2008, la NHL le otorgó un premio honorífico a toda su trayectoria.

## Biografía

### Infancia y debut
Gordon Howe nació el 31 de marzo de 1928 en una casa rural de Floral, Saskatchewan (Canadá). Era el sexto de nueve hijos de Albert Howe y Katherine Schultz, ambos de clase trabajadora y afectados por la Gran Depresión. Cuando él tenía 9 años, la familia Howe se trasladó a Saskatoon y el padre encontró un empleo como albañil por 40 centavos la hora. Debido a la escasez de recursos para alimentar a una familia numerosa, los médicos le diagnosticaron falta de calcio y le recetaron suplementos vitamínicos, además de recomendarle hacer dominadas para fortalecer su musculatura.
Como la mayoría de niños canadienses, Gordon aprovechaba su tiempo libre para jugar al hockey sobre hielo. Empezó a practicar este deporte con 8 años; más tarde compaginó su presencia en equipos juveniles con un empleo en la construcción junto a su padre. En 1943, cuando cumplió 15 años, los New York Rangers de la National Hockey League (NHL) le invitaron a un campus de verano en Winnipeg para hacerle una prueba. Sin embargo, Howe no lo hizo bien y el conjunto neoyorquino le descartó. Ese mismo año, un equipo amateur de Saskatchewan, los Saskatoon Lions, sí contó con él para disputar la Copa Memorial.
En septiembre de 1944, los Detroit Red Wings le llamaron para una prueba que esta vez sí pudo superar. Como no podían hacerle un contrato profesional con 16 años, decidieron cederle dos temporadas a equipos filiales: los Galt Red Wings de Ontario (1944-45) y los Omaha Knights (1945-46). En este último club tuvo una actuación destacada con 22 goles y 26 asistencias (48 puntos) en 51 partidos.

### Detroit Red Wings (1946-1971)
Howe debutó con el primer equipo de los Detroit Red Wings el 16 de octubre de 1946, en un partido de la NHL frente a Toronto Maple Leafs. A pesar de tener solo 18 años, sorprendió a los espectadores con un gol y dos asistencias. No obstante, sus estadísticas a lo largo de la temporada 1946-47 fueron más discretas, con 7 goles y 15 asistencias (22 puntos). Howe vistió el dorsal «17» en su primer año, y cuando Roy Conacher fue traspasado a Chicago Blackhawks, se quedó con el dorsal «9» al que permanecería ligado hasta su retirada.
Ocupando la posición de extremo derecho, y con un juego que combinaba agresividad y fuerza con definición a portería, Howe condujo a Detroit a cuatro Stanley Cup (1950, 1952, 1954 y 1955) y a siete primeros puestos consecutivos en liga regular (desde 1948-49 a 1954-55), una marca que aún no ha sido igualada. Durante ese tiempo, se asoció con Sid Abel y Ted Lindsay para formar una línea de ataque apodada The Production Line («línea de producción»), en referencia a sus goles y a la tradición industrial de Míchigan. En la edición 1949-50, los tres jugadores fueron los máximos goleadores del año. No obstante, el 28 de marzo de 1950 Howe sufrió una fractura craneal, producida por el placaje de un rival, que a punto estuvo de costarle la carrera.
En la temporada 1950-51, Howe lideró en solitario con 43 goles y 43 asistencias (86 puntos) por los que ganó su primer trofeo Art Ross. Y en 1951-52, sus 47 tantos y 33 asistencias le valieron el primer Trofeo Hart al jugador más valioso de la campaña.
En todo ese tiempo, Howe mantuvo una intensa rivalidad con Maurice «Rocket» Richard, atacante de los Montreal Canadiens. Ambos eran extremos derechos, lucían el mismo dorsal, competían por el título de máxima puntuación y eran patinadores agresivos. En su primer duelo en Montreal, cuando Howe aún era un novato, noqueó a Richard con un puñetazo. Red Wings y Canadiens se enfrentaron en cuatro finales de la Stanley Cup durante la década de 1950. Al final, cuando Richard se retiró en 1960, declaró que el de Saskatoon era el mejor jugador al que se había enfrentado jamás: «Gordie podía hacerlo todo». El otro gran rival que tuvo fue Bobby Hull, de los Chicago Blackhawks.
A lo largo de 20 temporadas consecutivas, Howe se mantuvo entre los cinco máximos anotadores de cada campeonato. Aunque los Red Wings tuvieron un papel discreto en la década de 1960, el extremo se asoció con Alex Delvecchio y Frank Mahovlich para mantener un buen registro estadístico; en 1968-69 consiguió 103 puntos (44 goles y 59 asistencias), rebasando la centena por primera vez en su carrera, gracias a la expansión de la NHL a 12 clubes y el mayor número de encuentros.
Al final de 1970-71, Howe anunció su retirada con 43 años por una dolencia crónica en la muñeca. En las 25 temporadas que permaneció en Detroit, Howe había ganado el trofeo Hart en seis ocasiones y ostentaba los siguientes récords: máximo goleador (801), más partidos disputados en la NHL (1.767) y mejor puntuación (1850). Su ya exequipo retiró el dorsal «9» y le ofreció un cargo directivo.
En 1971 fue nombrado Oficial de la Orden de Canadá, y en 1972 ingresó en el Salón de la Fama del Hockey sobre Hielo.

### Regreso al hockey (1972-1979)
En 1972, Howe confirmó su regreso al hockey sobre hielo en los Houston Aeros, un equipo de hockey de la recién creada World Hockey Association (WHA). Aunque el canadiense se mostró reticente al principio, pues ya tenía 44 años, quedó convencido por el salario que percibiría (2,2 millones de dólares) y por la posibilidad de jugar con sus hijos Mark y Marty, quienes se sumaron a la operación. También fue decisivo el hecho de que la directiva de los Red Wings no le diera mayor protagonismo en la gestión de la franquicia. En lo que respecta a la WHA, el fichaje de Howe y de su rival Bobby Hull fue un golpe de efecto para competir con la NHL.
Howe se sometió a una operación para recuperar la movilidad de la muñeca y tuvo un rol destacado en las cuatro temporadas que permaneció en Houston. Si bien sus cifras goleadoras habían bajado, el jugador se valió de su experiencia para asociarse con sus compañeros a través de pases decisivos. En la temporada 1973-74 lideró a la franquicia con 31 goles y 69 asistencias (100 puntos), por las que los Aeros ganaron el título de liga (Avco World Trophy) y Howe el premio al jugador más valioso del curso. Los texanos revalidaron el título al año siguiente. Aunque en 1976 «Mr. Hockey» finalizó la campaña con 102 puntos, los suyos cayeron esta vez ante los Winnipeg Jets en la final del campeonato.
Howe formó parte de la selección de Canadá que participó en la Summit Series de 1974 frente a la Unión Soviética.
En 1976-77 fue contratado por los New England Whalers de la WHA por tres temporadas. Después de que la WHA desapareciese en 1979 por problemas económicos, la NHL absorbió a cuatro franquicias de la liga rival —entre ellos, los Whalers—, lo cual significaba el regreso de Gordon a la liga más importante del hockey. Después de terminar la temporada 1978-79 con una marca de 15 goles y 26 asistencias, disputando todos los 80 partidos de la fase regular, Howe confirmó su retirada a los 52 años.
El 5 de febrero de 1980 disputó su último juego: el partido de las estrellas de la temporada 1979-80 en el Joe Louis Arena de Detroit, a modo de homenaje. Era además su vigesimotercera presencia en un all-star.

### Después de la retirada
Tras la retirada, Howe ya formaba parte de la historia del deporte canadiense. En 1975 fue aceptado en el Salón de la Fama del Deporte de Canadá, y en los años 1980 se mantuvo como figura relevante dentro del hockey sobre hielo. Howe fue una de las primeras personas en señalar como su sucesor a Wayne Gretzky, contra quien había competido en la campaña 1978-79 y que se convertiría en la estrella de este deporte durante las dos siguientes décadas.
Howe continúa siendo el jugador que más partidos ha disputado en la historia de la NHL, un total de 1.767, y si se suman los de la WHA la cifra ascendería a 2.186 partidos como profesional. Algunas de sus marcas sí han sido batidas: Wayne Gretzky le ha superado en número de goles (894 por 801), mientras que el récord de puntuación (1850) ha sido mejorado por Gretzky, Mark Messier y Jaromir Jagr.
Ya con 69 años, Howe firmó un contrato de un día por los Detroit Vipers, un equipo de categorías inferiores (IHL). Este truco publicitario, pues solo disputó un minuto, le permitió convertirse en el jugador de hockey sobre hielo más veterano de la historia.
En 1998, la revista The Hockey News hizo un ranking de «los 100 mejores jugadores de la NHL»; Howe quedó en tercer lugar, por detrás de Wayne Gretzky y Bobby Orr.
En 2000 recibió una estrella en el Paseo de la fama de Canadá, y en 2007 se inauguró una estatua de cuerpo entero en el Joe Louis Arena de Detroit, donde su camiseta con el «9» permanece colgada. En 2015, el primer ministro canadiense Stephen Harper anunció que el puente internacional que conectaría Windsor (Ontario) con Detroit se llamaría «Puente Internacional Gordie Howe» en su honor.

### Últimos años
Howe dedicó los últimos años de su vida a cuidar de su esposa, Colleen Howe, afectada por la enfermedad de Pick. Cuando ésta falleció en 2009, el exjugador donó parte de su dinero a crear un fondo para la investigación de enfermedades degenerativas, la Gordie and Colleen Howe Fund for Alzheimer's, en colaboración con la Universidad de Toronto.
Los cuatro hijos del matrimonio Howe asumieron el cuidado de su padre en 2014, poco después de que le fuese diagnosticada demencia senil. El 26 de octubre de 2014, mientras estaba en la casa de su hija en Texas, sufrió un infarto agudo que le dejó secuelas físicas. Finalmente, Gordon Howe falleció el 10 de junio de 2016, en la residencia de su tercer hijo en Toledo (Ohio), por un fallo multiorgánico a los 88 años.
El primer ministro de Canadá, Justin Trudeau, así como su antecesor Stephen Harper, expresaron sus condolencias a la familia y le definieron como uno de los mejores deportistas del país. De igual modo, la National Hockey League hizo una declaración pública y su comisionado, Gary Bettman, destacó que «la tenacidad de Gordie como rival solo era igualada por su humor y humildad fuera del hielo. Ningún deporte podría haber deseado un embajador tan grande y querido como él». Entre los jugadores, Wayne Gretzky dijo de Howe que «lo ha sido todo para mi» y Bobby Orr, rival en los años 1960, aseguró que «no hablamos de uno de los mejores, sino del mejor de su época».

## Vida personal
Gordie Howe conoció a la que sería su esposa, Colleen Joffa Howe (1933-2009), en una bolera cuando tenía 17 años. La pareja contrajo matrimonio el 15 de abril de 1953 y tuvo cuatro hijos: Marty, Mark, Murray y Cathy. Los dos primeros fueron también jugadores profesionales.
Colleen fue la primera mujer que trabajó como agente deportivo en Estados Unidos, ocupándose de la carrera de Gordie a través de una empresa, Power Play International, que también representó a Marty y Mark. En los años 1960 descubrió que los Detroit Red Wings pagaban a su marido menos dinero del que merecía, por lo que forzó una renegocación para convertirle en el mejor pagado del equipo. Y en 1972 llevó las negociaciones con la World Hockey Association (WHA) para el regreso al hockey de Howe, con un contrato récord de 2,2 millones de dólares al año que cambió la historia de este deporte. Además, Colleen fue la fundadora de los Detroit Junior Red Wings (equipo juvenil) y en 1981 se presentó para congresista de los Estados Unidos en Connecticut por el Partido Republicano. Los medios le apodaron «Mrs. Hockey».
De los dos hijos que siguieron los pasos de su padre, Mark Howe fue quien tuvo una carrera más exitosa. En concreto, jugó a nivel profesional desde 1973 hasta 1995, primero como extremo izquierdo y después en defensa, destacando especialmente en Hartford Whalers, Philadelphia Flyers y Detroit Red Wings. En 2011 fue aceptado en el Salón de la Fama del Hockey.
En cuanto al resto, Marty Howe también jugó a nivel profesional desde 1973 hasta 1985, cuando se retiró para convertirse en preparador. Murray es radiólogo en Ohio, mientras que Cathy vive en Lubbock (Texas).
El hermano menor de Gordie Howe, Vic Howe (1929-2015), fue también jugador profesional entre 1948 y 1957, llegando incluso a formar parte de los New York Rangers.

## Legado

### Estilo de juego
Gordie Howe fue un extremo derecho ambidiestro que destacó por un estilo de juego físico, con acierto goleador, resistencia y habilidad para asociarse en ataque con sus compañeros. En su debut medía 1,80 m. y pesaba 90 kg., más corpulento de lo habitual en un atacante de la época. Durante su etapa en los Detroit Red Wings (1946-1971), en los tiempos del Original Six, se practicaba un hockey sobre hielo de contacto y férreas defensas, así que no era habitual que un jugador superase los 90 puntos (suma de goles y asistencias) en una temporada. Sin embargo, Howe estuvo entre los cinco máximos goleadores durante 20 temporadas consecutivas.
El extremo no dudaba en jugar el puck con dureza, utilizando los codos e incluso involucrándose en peleas. Los periodistas acuñaron el término «Gordie Howe hat trick», una variante de la tripleta por la que un jugador consigue un gol, una asistencia y una pelea en el mismo partido. Sin embargo, Howe solo lo hizo dos veces en toda su carrera: en 1953 y en 1954. Fuera del campo, los compañeros y rivales destacaron sus buenos modales y su profesionalidad. 
En su retirada, Howe lideraba todas las estadísticas de la NHL y de la WHA, con un total de 2.421 partidos, 1.071 goles, 1.518 asistencias y 2.589 puntos. Aunque Wayne Gretzky ha conseguido superarle en goles, asistencias y puntuación, Howe sigue imbatido en número de partidos. Formó parte del partido de las estrellas NHL en 23 ocasiones, incluyendo 12 convocatorias en el sexteto inicial, y ganó el Trofeo Hart seis veces: 1952, 1953, 1957, 1958, 1960 y 1963. Destacó su longevidad, consiguiendo con más de 40 años 113 goles y 268 asistencias en la NHL.
Además, Howe convirtió a los Detroit Red Wings, un equipo estadounidense, en uno de los clubes más fuertes de una NHL tradicionalmente dominada por equipos canadienses. Clarence Campbell, presidente de la NHL entre 1946 y 1977, dijo lo siguiente de Howe: «cuando Gordie debutó en la NHL, el hockey sobre hielo era un deporte canadiense. Él lo ha convertido en un deporte norteamericano».

### Derechos laborales
Al margen de su rendimiento deportivo, Howe fue uno de los jugadores que representaron la conquista de derechos laborales en el hockey sobre hielo norteamericano.
En la época del Original Six, la NHL tuvo un sistema cerrado de competición a seis franquicias y se permitían prácticas monopolísticas, algo que afectaba a los contratos de los jugadores. Los propietarios se quedaban con la mayor parte del beneficio, no existía un salario mínimo, la ficha anual media era de solo 25.000 dólares y los jugadores no podían percibir ingresos extra por merchandising. Howe descubrió a través de su esposa que Bruce Norris, presidente de Detroit Red Wings, le estaba pagando 45.000 dólares anuales, menos de lo que le habían prometido. Por esta razón, se asoció con su compañero Ted Lindsay para exigir un salario mínimo que permitiera a todos los jugadores vivir dignamente después de la retirada. Ese movimiento sentó las bases de la Asociación de Jugadores de la NHL, creada en 1967. 
Más tarde, la creación de la World Hockey Association (1972-1979) sentó las bases de salarios más altos y derechos laborales para los deportistas. Gordie Howe aceptó regresar al hockey profesional con un salario anual de 2,2 millones de dólares, lo cual animó a otros jugadores de la NHL a recalar en el nuevo campeonato. Aunque la WHA desapareció por deudas en 1979, su existencia propició reformas en la NHL 
Los apodos «Mr. Hockey» y «Mrs. Hockey» son marcas registradas.

## Estadísticas
| 1945–46            | Omaha Knights       | USHL               | 51   | 22  | 26   | 48   | 53   | 6   | 2  | 1  | 3   | 15  |
| 1946–47            | Detroit Red Wings   | NHL                | 58   | 7   | 15   | 22   | 52   | 5   | 0  | 0  | 0   | 18  |
| 1947–48            | Detroit Red Wings   | NHL                | 60   | 16  | 28   | 44   | 63   | 10  | 1  | 1  | 2   | 11  |
| 1948–49            | Detroit Red Wings   | NHL                | 40   | 12  | 25   | 37   | 57   | 11  | 8  | 3  | 11  | 19  |
| 1949–50            | Detroit Red Wings * | NHL                | 70   | 35  | 33   | 68   | 69   | 1   | 0  | 0  | 0   | 7   |
| 1950–51            | Detroit Red Wings   | NHL                | 70   | 43  | 43   | 86   | 74   | 6   | 4  | 3  | 7   | 4   |
| 1951–52            | Detroit Red Wings * | NHL                | 70   | 47  | 39   | 86   | 78   | 8   | 2  | 5  | 7   | 2   |
| 1952–53            | Detroit Red Wings   | NHL                | 70   | 49  | 46   | 95   | 57   | 6   | 2  | 5  | 7   | 2   |
| 1953–54            | Detroit Red Wings * | NHL                | 70   | 33  | 48   | 81   | 109  | 12  | 4  | 5  | 9   | 31  |
| 1954–55            | Detroit Red Wings * | NHL                | 64   | 29  | 33   | 62   | 68   | 11  | 9  | 11 | 20  | 24  |
| 1955–56            | Detroit Red Wings   | NHL                | 70   | 38  | 41   | 79   | 100  | 10  | 3  | 9  | 12  | 8   |
| 1956–57            | Detroit Red Wings   | NHL                | 70   | 44  | 45   | 89   | 72   | 5   | 2  | 5  | 7   | 6   |
| 1957–58            | Detroit Red Wings   | NHL                | 64   | 33  | 44   | 77   | 40   | 4   | 1  | 1  | 2   | 0   |
| 1958–59            | Detroit Red Wings   | NHL                | 70   | 32  | 46   | 78   | 57   | —   | —  | —  | —   | —   |
| 1959–60            | Detroit Red Wings   | NHL                | 70   | 28  | 45   | 73   | 46   | 6   | 1  | 5  | 6   | 4   |
| 1960–61            | Detroit Red Wings   | NHL                | 64   | 23  | 49   | 72   | 30   | 11  | 4  | 11 | 15  | 10  |
| 1961–62            | Detroit Red Wings   | NHL                | 70   | 33  | 44   | 77   | 54   | —   | —  | —  | —   | —   |
| 1962–63            | Detroit Red Wings   | NHL                | 70   | 38  | 48   | 86   | 100  | 11  | 7  | 9  | 16  | 22  |
| 1963–64            | Detroit Red Wings   | NHL                | 69   | 26  | 47   | 73   | 70   | 14  | 9  | 10 | 19  | 16  |
| 1964–65            | Detroit Red Wings   | NHL                | 70   | 29  | 47   | 76   | 104  | 7   | 4  | 2  | 6   | 20  |
| 1965–66            | Detroit Red Wings   | NHL                | 70   | 29  | 46   | 75   | 83   | 12  | 4  | 6  | 10  | 12  |
| 1966–67            | Detroit Red Wings   | NHL                | 69   | 25  | 40   | 65   | 53   | —   | —  | —  | —   | —   |
| 1967–68            | Detroit Red Wings   | NHL                | 74   | 39  | 43   | 82   | 53   | —   | —  | —  | —   | —   |
| 1968–69            | Detroit Red Wings   | NHL                | 76   | 44  | 59   | 103  | 58   | —   | —  | —  | —   | —   |
| 1969–70            | Detroit Red Wings   | NHL                | 76   | 31  | 40   | 71   | 58   | 4   | 2  | 0  | 2   | 2   |
| 1970–71            | Detroit Red Wings   | NHL                | 63   | 23  | 29   | 52   | 38   | —   | —  | —  | —   | —   |
| 1973–74            | Houston Aeros **    | WHA                | 70   | 31  | 69   | 100  | 46   | 13  | 3  | 14 | 17  | 34  |
| 1974–75            | Houston Aeros **    | WHA                | 75   | 34  | 65   | 99   | 84   | 13  | 8  | 12 | 20  | 20  |
| 1975–76            | Houston Aeros       | WHA                | 78   | 32  | 70   | 102  | 76   | 17  | 4  | 8  | 12  | 31  |
| 1976–77            | Houston Aeros       | WHA                | 62   | 24  | 44   | 68   | 57   | 11  | 5  | 3  | 8   | 11  |
| 1977–78            | New England Whalers | WHA                | 76   | 34  | 62   | 96   | 85   | 14  | 5  | 5  | 10  | 15  |
| 1978–79            | New England Whalers | WHA                | 58   | 19  | 24   | 43   | 51   | 10  | 3  | 1  | 4   | 4   |
| 1979–80            | Hartford Whalers    | NHL                | 80   | 15  | 26   | 41   | 42   | 3   | 1  | 1  | 2   | 2   |
| 1997–98            | Detroit Vipers      | IHL                | 1    | 0   | 0    | 0    | 0    | —   | —  | —  | —   | —   |
| Total NHL          | Total NHL           | Total NHL          | 1767 | 801 | 1049 | 1850 | 1685 | 157 | 68 | 92 | 160 | 220 |
| Total WHA          | Total WHA           | Total WHA          | 419  | 174 | 334  | 508  | 399  | 78  | 28 | 43 | 71  | 115 |
| Total liga menores | Total liga menores  | Total liga menores | 52   | 22  | 26   | 48   | 53   | 6   | 2  | 1  | 3   | 15  |

* Campeón de la Stanley Cup (NHL) 
** Campeón de la Avco World Trophy (WHA)
En negrita, liderazgo de la temporada regular.

## Palmarés

### National Hockey League (NHL)
| Premio                             | Total | Año |
| ---------------------------------- | ----- | --- |
| Stanley Cup                        | 4     | 1950, 1952, 1954, 1955 |
| Trofeo Art Ross                    | 6     | 1951, 1952, 1953, 1954, 1957, 1963 |
| Máximo goleador                    | 5     | 1951, 1952, 1953, 1957, 1963 |
| Trofeo Hart                        | 6     | 1952, 1953, 1957, 1958, 1960, 1963 |
| Partido de las estrellas de la NHL | 23    | 1948, 1949, 1950, 1951, 1952, 1953, 1954, 1955, 1957, 1958, 1959, 1960, 1961, 1962, 1963, 1964, 1965, 1967, 1968, 1969, 1970, 1971, 1980 |
| Equipo de las estrellas de la NHL  | 12    | 1951, 1952, 1953, 1954, 1957, 1958, 1960, 1963, 1966, 1968, 1969, 1970                                                                   |
| Segundo equipo de las estrellas    | 8     | 1949, 1950, 1956, 1959, 1961, 1962, 1965, 1967                                                                                           |

### World Hockey Association (WHA)
| Premio                            | Total | Año        |
| --------------------------------- | ----- | ---------- |
| Avco World Trophy                 | 2     | 1974, 1975 |
| Premio al mejor jugador           | 1     | 1974       |
| Equipo de las estrellas de la WHA | 2     | 1974, 1975 |